# Раймон Сентубері
Раймон Сентубері (фр. Raymond Sentubéry, 21 листопада 1901, Париж — 4 липня 1981, Альбер) — французький футболіст, що грав на позиції лівого крайнього нападника. Дворазовий володар Кубка Франції.

## Життєпис
Розпочинав кар'єру в клубі «Етуаль-де-Де-Ляк». В 1921 році перейшов у склад паризького клубу «Ред Стар». В 1922 році виграв Кубок Франції. «Ред Стар» переміг «Ренн» з рахунком 2:0, а Раймон відзначився голом на 87-й хвилині. В наступному сезоні вдруге виграв Кубок Франції. У фіналі з рахунком 4:2 був переможений «Сет».
В 1923 році перейшов у команду «Ренн», але, через проблеми з ліцензуванням, був відсторонений від гри на три місяці. По завершенні сезону перейшов у паризький «Клуб Франсе», де відіграв 9 років. Також виступав у клубах «Ніцца», «Сен-Серван» і «Реймс».
У 1924—1926 роках зіграв три матчі в складі національної збірної Франції.

## Досягнення
- Володар Кубка Франції: (2)

«Ред Стар»: 1921-22, 1922-23
- Переможець чемпіонату Парижа: (1)

«Ред Стар»: 1922

## Статистика виступів

### Статистика виступів за збірну
| Дата       | Місто    | Господарі | Результат | Гості   | Турнір           | Голи | Примітки |
| ---------- | -------- | --------- | --------- | ------- | ---------------- | ---- | -------- |
| 11/11/1924 | Брюссель | Бельгія   | 3 – 0     | Франція | товариський матч | -    |          |
| 11/04/1926 | Париж    | Франція   | 4 – 3     | Бельгія | товариський матч | -    | 46'      |
| 30/05/1926 | Відень   | Австрія   | 4 – 1     | Франція | товариський матч | -    |          |
| Усього     |          | Матчів    | 3         |         | Голів            | 0    |          |